# كيث ماديسون
كيث ماديسون (بالإنجليزية: Keith Madison)‏ هو لاعب كرة قاعدة أمريكي، ولد في 24 أكتوبر 1951 في براونزفيل في الولايات المتحدة.